# Klepht
Klepht est un groupe de musique portugais. Bien qu'il ait été formé en 2000, le groupe sort son premier album en 2008.

## Biographie
Du premier album du même nom, Klepht, sortent quatre singles : Por uma Noite, Embora Doa, Antes e Depois et Erros por Defeito. Les deux premiers sont restés dans le top diffusion des radios nationales pendant plus d'un an. Avec le premier album, le groupe a donné plus de 45 concerts, dont deux concerts et une conférence de presse sur la plateforme Second Life. Le morceau Embora Doa entre dans la bande sonore de la telenovela Lua Vermelha diffusée sur SIC. Le groupe fait également une petite apparition dans la telenovela, où il apparaît en train de jouer dans un bar.
Deux ans plus tard, le groupe devient indépendant, et sans label, ils se rendent aux États-Unis pour enregistrer l'album avec Sylvia Massy, productrice de groupes comme Foo Fighters, System of a Down, Tool ou Johnny Cash, Prince ou The Smashing Pumpkins. Le groupe passe un mois et demi à Weed, en Californie, pour enregistrer son deuxième album Hypochondria. Quatre singles sortent de cet album : Tudo de Novo, Explanação, Idade da Estupidez et Calma. Le 30 octobre, à la Casa da Música, ils enregistrent le premier film-concert en 3D filmé au Portugal, Klepht 3D na Casa da Música, qui a pu être vu dans les cinémas de Lisbonne et de Porto.
En 2011, le groupe fait la première partie du concert du groupe américain Bon Jovi, au Parque da Bela Vista à Lisbonne. Ils partagent cette ouverture avec le groupe portugais Redlizzard, vainqueurs d'un concours de Radio Comercial. Ils sont nommés dans la catégorie de « meilleur groupe portugais » aux MTV Europe Music Awards 2012, qui est finalement remporté par la chanteuse Aurea.
Deux après la sortie de Hipocondria, et à la suite du départ de deux membres du groupe, Klepht retourne en studio, pour enregistrer leur troisième album initialement intitulé Narcose, et qui sera renommé Sim à sa sortie en 2016. Le premier single de l'album s'intitule SIM. Il est suivi par le deuxième single, 21/6, un morceau dans une ambiance estivale et le troisième single sera Manual de uma Conquista.

## Discographie

### Albums studio
- 2008 : Klepht
- 2010 : Hipocondria [2]
- 2016 : Sim

### Singles
- Por uma Noite
- Antes e Depois
- Embora Doa
- Erros por Defeito
- Tudo de Novo
- Explicação
- Idade da Estupidez
- Calma
- Sim
- 21/6
- Manual de uma conquista